# Виталий из Кастронуово
Виталий (итал. Vitale, начало X века, Кастронуово, Италия — 9 марта 994 года, Кастронуово, Италия) — монах из Кастронуово, отшельник. Дни памяти — 9 марта, первое воскресение августа — в Кастронуово .

## Житие
Святой Виталий родился в Карс-Нубу (Kars-nubu, иначе Кастронуово, Сицилия, называвшаяся так во времена нашествия мусульман) в семье Сергия из Менниты и Кризоники. Это была состоятельная семья Византийского происхождения, принадлежавшая высшему обществу.
Святой Виталий был крещён в храме Пресвятой Девы Марии Удиенца (Maria Santissima dell'Udienza) и получил воспитание в духе греческого церковного правила, так как во времена арабского владычества христиане пользовались определенной автономией в религиозных делах.
Приблизительно в 950 году, оставив всё мирское, святой Виталий поступил в монастырь святого Филиппа в Агире, провинция Энна. Там он провёл пять лет, отличаясь приверженностью труду и молитве. После этого юноша вместе с группой паломников отправился в Рим по святым местам. Во время поездки по Террачине, Кампания его укусила ядовитая змея, но святой спасся, сотворив над раной крестное знамение. После паломничества, по дороге домой он решил не возвращаться в монастырь, а остаться в Калабрии отшельником, поселившись на холме в местечке Санто-Северина. Опыт аскетизма продолжался два года.
Двенадцать лет он оставался в монастыре в Сицилии, который придерживался правила базилиан, после чего вновь стал искать себе уединённое место. Такое место нашлось на склоне горы Липирачи (Lipirachi). В этих краях он встретил настоятеля монастыря Локри. Затем он поселился в уединенном месте, в районе мыса Спулико (Spulico) с видом на море, которое, несмотря на свою изоляцию, оказало гостеприимство разбойникам. Здесь святой Виталий установил атмосферу мира и радушия. Жители этих земель в знак признательности хотели возвести храм в Розето в честь святого. По молитвам святого от тамошних краёв отошла угроза наводнения. В те годы святой Виталий несколько раз менял своё прибежище — гора Раппаро (Rapparo), Сант-Анжело д'Аспроно (Sant’Angelo d’Asprono), гора святого Иулиана (Monte San Giuliano). Возвращаясь в монастырь даже на короткое время, он чувствовал потребность в молитвенном уединении. Поэтому он поселился в пещере близ Арменто, Базиликата, где он стал весьма известен благодаря своему особому отношению к животным.
В последние годы своей жизни святой Виталий основал два монастыря: с помощью своего племянника Илии в Торри (Torri) и в Раполла.
Святой Виталий умер 9 марта 994 года и был похоронен в том же монастыре, в котором в он находился. В 1024 году его святые мощи были перенесены в Гуардия-Пертикара, где настоятелем был внук Илии. Затем в поисках прибежища от мусульман их перенесли в Торри, а затем — в Арменто, по соседству с землями святого Луки из Деменны (Luca di Demenna). Потом их поместили в соборе Трикарико, провинция Матера, и, наконец, они снова вернулись в Арменто.
Святой Виталий считается покровителем Арменто и Кастроново-ди-Сичилия.